# Кривичи
Кривичи (блр. Крывічы; рус. Кривичи) је насељено место са административним статусом варошице (городской посёлок) у централној Белорусији. Административно је део Мјадзељског рејона Минске области.
Варош лежи на обалама реке Сервач (десне притоке Вилије) на око 39 км од града Мјадзела, односно 139 км северно од главног града земље Минска.

## Историја
Тачно време настанка насеља није познато, али се зна да је током XII века на том месту постојало словенско насеље на тада литванској земљи. Први писани помени о насељу датирају из 1493. када се оно спомиње као феудални посед.
У саставу Белорусије насеље је од 1939. године, а садашњи административни статус има од 1958. године.

## Демографија
Према проценама за 2011. годину у вароши је живело 1.266 становника.

## Знаменитости
- Црква Свете Тројице из 1887. године, у целости саграђена од камена.
- Жупни дом Апостола Андрије - изграђен 1776. у барокном стилу